# Associativité des puissances
En algèbre, l'associativité des puissances est une forme affaiblie de l'associativité.
Un magma est dit associatif des puissances si le sous-magma engendré par n'importe quel élément est associatif. Concrètement, cela signifie que si une opération {\displaystyle *} est effectuée plusieurs fois sur un même élément {\displaystyle x}, l'ordre dans lequel sont effectuées ces opérations n'a pas d'importance ; ainsi, par exemple, {\displaystyle x*(x*(x*x))=(x*(x*x))*x=(x*x)*(x*x)}.
Tout magma associatif est évidemment associatif des puissances.
Si un magma {\displaystyle M} est associatif des puissances alors {\displaystyle (x*x)*x=x*(x*x)} pour tout élément {\displaystyle x} de {\displaystyle M}, mais la réciproque est fausse (contre-exemple : {\displaystyle M=(\mathbb {Z} /2\mathbb {Z} ,*)} avec {\displaystyle *} définie par {\displaystyle x*y={\overline {1}}+xy}).
Un magma alternatif n'est pas nécessairement associatif des puissances,[réf. souhaitée] mais une algèbre alternative l'est, comme celle des octonions. Certaines algèbres non alternatives le sont également, comme celle des sédénions.
L'exponentiation à une puissance d'entier naturel différent de zéro peut être définie de manière cohérente si la multiplication est associative des puissances. Par exemple, il n'y a pas d'ambiguïté que x3 soit défini comme (xx)x ou x(xx), car les deux sont égaux. L'exponentiation à une puissance de zéro peut également être définie si l'opération possède un élément neutre : l'existence de tels éléments est ainsi particulièrement utile dans les contextes où l'associativité des puissances est vérifiée.
Une loi de substitution remarquable est valable dans les algèbres (sur un anneau commutatif) associatives des puissances, avec élément neutre. Elle affirme que la multiplication des polynômes fonctionne comme attendu. Soient f et g deux polynômes à coefficients dans l'anneau. Pour tout élément a d'une telle algèbre, nous avons (fg)(a) = f(a)g(a).
- (en) Cet article est partiellement ou en totalité issu de l’article de Wikipédia en anglais intitulé « Power associativity » (voir la liste des auteurs).